# Fujii Daisuke
Daisuke Fujii (sinh ngày 15 tháng 10 năm 1986) là một cầu thủ bóng đá người Nhật Bản.

## Sự nghiệp câu lạc bộ
Daisuke Fujii đã từng chơi cho Albirex Niigata, Thespa Kusatsu, V-Varen Nagasaki và Kamatamare Sanuki.